# رائول ایبانز (بازیکن فوتبال)
رائول ایبانز (انگلیسی: Raúl Ibáñez؛ زادهٔ ۱۰ نوامبر ۱۹۷۲) بازیکن فوتبال اهل اسپانیا است.
از باشگاه‌هایی که در آن بازی کرده‌است می‌توان به باشگاه فوتبال الچه، باشگاه فوتبال لوانته، باشگاه فوتبال والنسیا، و باشگاه فوتبال رئال وایادولید اشاره کرد.